# Eternal Glory
Eternal Glory es un demo de la banda de italiana de power metal sinfónico Rhapsdoy(actualmente Rhapsody of Fire) lanzado vía Limb Music. Es el primer trabajo del grupo bajo el nombre Rhapsody.
También es el primer trabajo de la banda bajo una sello discográfico formal, y es el preludio a su álbum debut bajo el mismo sello discográfico, Legendary Tales. La mitad del demo está compuesto por canciones de su primer demo Land of Immortals y la otra mitad de nuevas canciones.

## Lista de canciones
| N.º | Título                                       | Duración |  |
| 1.  | «Invernal Fury» (Furia Invernal)             | 4:43     |  |
| 2.  | «Warrior of Ice» (Guerrero de Hielo)         | 4:13     |  |
| 3.  | «Tears at Nightfall» (Lágrimas al Anochecer) | 1:18     |  |
| 4.  | «Alive and Proud» (Vivo y Orgulloso)         | 5:57     |  |
| 5.  | «Land of Immortals» (Tierra de Inmortales)   | 5:45     |  |
| 6.  | «Holy Wind» (Viento Sagrado)                 | 3:38     |  |
| 7.  | «Eternal Glory» (Gloria Eterna)              | 9:30     |  |

## Canciones
Casi todas las canciones terminarían siendo regrabadas o alteradas en nuevas versiones en los dos primeros álbumes de estudio de la agrupación.
- "Invernal Fury" fue incluida en "Legendary Tales" y seria renombrada como "Rage of Winter".
- "Warrior of Ice" sería incluida en "Legendary Tales" con algunos cambios en su letra.
- "Tears at Nightfall" es una pista instrumental que nunca sería incluida ni regrabada en ningún álbum.
- "Alive and Proud" sería renombrada como "Lord of the Thunder" en "Legendary Tales
- "Land of Immortals" sería incluida en "Legendary Tales", pero su intro sería separada y renombrada "Virgin Skies"
- "Holy Wind" sería alterada y renombrada como "Riding the Winds of Eternity" en su segundo álbum de estudio "Symphony of Enchanted Lands"
- "Eternal Glory" sería includia en "Symphony of Enchanted Lands", pero su intro donde solo se escuchaban sonidos de lluvia y viento sería eliminada. La intro de "Riding the Winds of Eternity" puede haber tomado inspiración de esta. Por otro lado, su intro instrumental se convertiría en "Heroes of the Lost Valley" del mismo álbum.

## Formación
- Cristiano Adacher – voz principal.
- Luca Turilli – guitarras.
- Alex Staropoli – teclados.
- Daniele Carbonera – batería.
- Andrea Furlan – bajo.
- Manuel Staropoli – interpete barroco.